# Радула сплющена
Радула сплющена (Radula complanata) — вид юнгерманієвих печіночників родини радулові (Radulaceae). Вид досить поширений в Україні.

## Опис
Рослина утворює зелені притиснуті дернинки до 4 см завдовжки. Листки черепичасті, плоскі. Статеві органи радули розміщені на верхівках стебла та бічних гілочок, на сусідніх гілочках однієї рослини або антеридії і архегонії розташовані на одній гілочці одразу нижче архегонія, який утворюється у періантії. У цьому ж плоскому періантії розвивається і яйцеподібна коробочка на короткій ніжці. По краях листків радули утворюються численні виводкові бруньки.

## Поширення в Україні
Радула сплющена досить поширена і зустрічається по всій території України на корі багатьох дерев і на скелях.